# Ruta Nacional 45 (Colombia)
La Ruta Nacional 45 es una ruta colombiana de tipo troncal que se inicia en el Puente Internacional San Miguel (frontera con Ecuador), departamento del Putumayo y finaliza en el sitio de Ye de Ciénaga (municipio de Ciénaga), departamento del Magdalena, donde cruza con el tramo 9007 de la Ruta Nacional 90. 
Es una de las rutas más importantes ya que atraviesa todo el país de norte a sur paralelo al Río Magdalena conectando el centro del país con el Caribe (hacia el norte) y con el Ecuador (hacia el sur). El trayecto comprendido entre el municipio de Honda y la ciudad de Santa Marta, se le llama Troncal del Magdalena porque su recorrido es paralelo al cauce del Río Magdalena , también conocida como la Ruta del Sol.

## Antecedentes
La ruta fue establecida en la Resolución 3700 de 1995 y ratificada por la Resolución 339 de 1999, aunque con algunas modificaciones como el sector entre Espinal - Ibagué que pasó a ser parte de la Ruta Nacional 40 y el sector Ibagué - Mariquita que hace parte de la Ruta Nacional 43. La Ruta Nacional 45 ha estado estrechamente vinculada con la Troncal del Magdalena que atraviesa el país de sur a norte y es una de las principales vías arterias de Colombia. Su construcción es muy reciente ya que durante muchos años el río Magdalena y el Corredor férreo entre Bogotá y Santa Marta fueron el principal modo de conexión entre el centro del país y la Región Caribe. En la década de los años 60 del siglo XX empieza su construcción más que todo para conectar Bogotá con Neiva y conectar Santa Marta con el interior del país. Para 1984 se inicia la construcción de la troncal del Magdalena Medio desde Puerto Salgar Hasta San Alberto que fue finalizada en 1996. Gracias a la construcción de la vía, se redujo considerablemente el trayecto entre Bogotá y Santa Marta a unas 16 horas aproximadamente.    
Para los primeros años del siglo XXI se vio la importancia de modernizar la ruta en su totalidad, debido a que es uno de los corredores más importantes y permite un acceso alterno a Ecuador (aparte del Puente Internacional Rumichaca en la Ruta Nacional 25 y el Puente Internacional Mataje en la Ruta Nacional 05). Por lo cual se han venido desarrollando proyectos como la Ruta del Sol o la IP Girardot - Cambao - Honda, que permite agilizar el transporte de carga y pasajeros por esta troncal, de modo que se permita por medio de una ruta moderna y segura ir del sur al norte del país sin tomar más de 26 horas que puede llegar a tomar para recorrerla en su totalidad.    

## Controversias
En esta ruta, al ser una de las más importantes y vitales para Colombia, se han desarrollado diversidad de proyectos para construir nuevos tramos, mejorar los existentes y ampliarlos con el fin de movilizar más vehículos y mejorar en infraestructura y competitividad. Sin embargo, también se han generado inconvenientes que han ralentizado las obras y hecho que en algunos tramos la movilidad sea un completo caos. Los fenómenos naturales, los sobrecostos, las demoras en la compra de predios, los líos con las licencias ambientales y los escándalos de corrupción han afectado al desarrollo de la ruta en algunos tramos especiales como lo son:     
- Vía Santana - Mocoa - Neiva: La Vía entre Santana y Neiva que hace parte de los tramos 4502, 4503, 4504 y 4505 fue incluida en el proyecto 4G y adjudicado en agosto de 2015 al CONCESIONARIO ALIADAS PARA EL PROGRESO S.A.S por un valor de 2,969 billones de pesos (precios del 2013) y como plazo de entrega de obra para finales del año 2019.[3] El nuevo proyecto pretende construir doble calzada entre Neiva y Campoalegre además de mejorar el resto de la vía con puentes, aumento del ancho de vía y la construcción de algunos km de vía para reemplazar algunos tramos de la ruta actual. Sin embargo el proyecto solo llevaba un 5% de ejecución.[4] En 2021, la ANI entregó la concesión a Ruta al Sur S.A.S por un costo de 3,9 billones de pesos a un plazo hasta 2030 para finalizar las obras de la vía Santana-Mocoa-Neiva.

- Concesión Ruta del Sol Sector 2 y Escándalo Odebrecht: La Ruta del Sol es uno de los proyectos más ambiciosos del país que permite comunicar a Bogotá y Santa Marta por medio de una vía completamente en doble calzada. Este proyecto hace parte de las vías 3G y se dividió en tres sectores: Ruta del Sol Sector 1 (Villeta - Puerto Salgar (que hace parte de la Ruta Nacional 50), La Ruta del Sol 2 (Puerto Salgar - San Roque) y Ruta del Sol 3 (San Roque - Ye de Ciénaga). La Ruta del Sol Sector 2 y que incluye los tramos 4510, 4511, 4513, 4514 y 4515 fue adjudicado en enero de 2010 a la concesión Ruta del Sol S.A.S. por un valor de 2,474 billones de pesos (precios del 2014).[5] La concesionaria responsable de construir la doble calzada estaba conformada por cuatro socios, los cuales estaban conformados por Constructora Norberto Odebrecht (25,01%) y Odebrecht Latinvest Colombia S.A.S (37%) quienes hacían parte del Grupo Odebrecht y tenían la mayor participación en el proyecto. Cuando salió a la luz el escándalo de Odebrecht a finales de 2016 por autoridades judiciales de Estados Unidos, se descubrió que entre 2009 y 2014 Odebrecht efectuó e hizo que se efectuaran pagos al estado por más de US $ 12 millones para asegurar contratos de obras públicas e incluso financió candidaturas presidenciales como fueron la de Juan Manuel Santos (2010-2014 y 2014-2018) y la de Óscar Iván Zuluaga (2014-2018). En la lupa estaba el proyecto de Ruta del Sol Sector 2 junto a la Transversal Río de Oro/Aguaclara/Gamarra los cuales el gobierno de Colombia liquidó los contratos en 2017[6] recibiendo el 50% de la obra finalizada. Actualmente la vía es responsabilidad del INVIAS.
- Concesión Ruta del Sol Sector 3: La Ruta del Sol Sector 3 (San Roque - Ye de Ciénaga) de las cuales forman parte los tramos 4516, 4517 y 4518 (junto a los tramos 8002 y 8003 de la Ruta Nacional 80) fueron adjudicados en agosto del año 2010 a la concesión YUMA CONCESIONARIA S.A. por un valor de 2,079 billones de pesos (precios de 2008)[7] con fecha de entrega de obra al 31 de diciembre de 2019. Actualmente la obra se encuentra paralizada debido a que la concesión no ha contado con la suficiente financiación para finalizar la obras.[8] No obstante el gobierno de Colombia llegó a un acuerdo con la Concesión YUMA quienes deberán poner 400 millones de pesos para reactivar la obra, se espera que sea finalizada a más tardar en 2023.[9]

## Descripción de la Ruta
La Ruta posee una longitud total de 1752,24 km. aproximadamente dividida de la siguiente manera:
La ruta estaba dividida de la siguiente manera:

### Ruta Actual[10]
| Código | Tipo     | Recorrido                                                | Clasificación SINC                                        | PR Inicial | PR Final | Longitud km. |
| ------ | -------- | -------------------------------------------------------- | --------------------------------------------------------- | ---------- | -------- | ------------ |
| 4501   | Tramo    | Puente Internacional San Miguel - Santana                | Troncal del Magdalena                                     | 0+0000     | 109+0000 | 109,00       |
| 4502   | Tramo    | Santana - Mocoa                                          | Troncal del Magdalena                                     | 0+0000     | 77+1000  | 78,00        |
| 4503   | Tramo    | Mocoa - Pitalito                                         | Troncal del Magdalena                                     | 0+0000     | 134+0630 | 134,63       |
| 4504   | Tramo    | Pitalito - Garzón                                        | Troncal del Magdalena                                     | 0+0000     | 71+0697  | 71,70        |
| 4505   | Tramo    | Garzón - Río Loro - Neiva                                | Troncal del Magdalena                                     | 0+0000     | 110+0500 | 110,50       |
| 4506   | Tramo    | Neiva - Castilla                                         | Troncal del Magdalena                                     | 0+0000     | 106+0652 | 106,65       |
| 4507   | Tramo    | Castilla - Girardot                                      | Troncal del Magdalena                                     | 0+0000     | 61+0000  | 61,00        |
| 4508   | Tramo    | Girardot - Cambao                                        | Troncal del Magdalena                                     | 0+0000     | 88+0433  | 88,43        |
| 4509   | Tramo    | Cambao - Cruce Ruta 50                                   | Troncal del Magdalena                                     | 0+0000     | 38+0687  | 38,69        |
| 4510   | Tramo    | Honda - Río Ermitaño                                     | Troncal del Magdalena                                     | 0+0000     | 134+0470 | 134,47       |
| 4511   | Tramo    | Río Ermitaño - La Lizama                                 | Troncal del Magdalena                                     | 0+0000     | 149+0484 | 149,48       |
| 4513   | Tramo    | La Lizama - San Alberto                                  | Troncal del Magdalena                                     | 0+0000     | 90+0748  | 90,75        |
| 4514   | Tramo    | San Alberto - La Mata                                    | Troncal del Magdalena                                     | 0+0000     | 99+0923  | 99,92        |
| 4515   | Tramo    | La Mata - San Roque                                      | Troncal del Magdalena                                     | 0+0000     | 87+0787  | 87,79        |
| 4516   | Tramo    | San Roque - Bosconia                                     | Troncal del Magdalena                                     | 0+0000     | 87+0965  | 87,97        |
| 4517   | Tramo    | Bosconia - Río Ariguaní                                  | Troncal del Magdalena1                                    | 0+0000     | 34+0081  | 34,08        |
| 4518   | Tramo    | Río Ariguaní - Ye de Ciénaga                             | Troncal del Magdalena                                     | 0+0000     | 100+0289 | 100,30       |
| 45TL10 | Ramal    | Cruce Ruta 45 (Los Arbolitos) - Cruce Ruta 40 (Terminal) | Alternas a la Troncal del Magdalena                       | 0+0000     | 2+0820   | 2,82         |
| 45BY01 | Ramal    | Ramal a Puerto Boyacá                                    | Transversal Puerto Boyacá - Monterrey                     | 0+0000     | 2+0000   | 2,00         |
| 45CLB  | Variante | Variante La Dorada - Puerto Salgar                       | Troncal del Magdalena                                     | 0+0000     | 13+0790  | 13,79        |
| 45CNA  | Variante | Variante al Poblado de Puerto Libre                      | Troncal del Magdalena                                     | 0+0000     | 1+0375   | 1,38         |
| 45CS04 | Ramal    | Aguaclara - Circunvalar de Aguachica                     | Acceso Troncal del Magdalena                              | 0+0000     | 3+0310   | 4,31         |
| 45CS09 | Ramal    | Cuatro Vientos - Codazzi                                 | Transversal Depresión Momposina                           | 0+0000     | 64+0011  | 64,01        |
| 45CSD  | Variante | Variante al Poblado El Líbano                            | Troncal del Magdalena                                     | 0+0000     | 1+0139   | 1,14         |
| 45CSE  | Variante | Variante al Poblado de Minas                             | Troncal del Magdalena                                     | 0+0000     | 1+0812   | 1,81         |
| 45CSF  | Variante | Variante al Poblado de San Martin                        | Troncal del Magdalena                                     | 0+0000     | 3+0092   | 3,09         |
| 45CSG  | Variante | Variante al poblado de Morrison                          | Troncal del Magdalena                                     | 0+0000     | 1+0138   | 1,14         |
| 45CSH  | Variante | Variante al poblado del Juncal                           | Troncal del Magdalena                                     | 0+0000     | 1+0238   | 1,24         |
| 45CSI  | Variante | Variante al poblado de Aguachica                         | Troncal del Magdalena                                     | 0+0000     | 4+0672   | 4,67         |
| 45CSJ  | Variante | Variante al poblado de Besotes                           | Troncal del Magdalena                                     | 0+0000     | 1+0140   | 1,14         |
| 45HL01 | Ramal    | Hobo - Yaguará (Inspección de Letrán)                    | Alternas a la Troncal del Magdalena                       | 1+0350     | 23+0150  | 21,80        |
| 45HL06 | Ramal    | El Pozo- El Juncal                                       | Alternas a la Troncal del Magdalena                       | 0+0000     | 4+0633   | 4,63         |
| 45HLB  | Variante | Variante de Garzón                                       | Troncal del Magdalena                                     | 0+0000     | 3+0300   | 3,30         |
| 45HLC  | Variante | Variante de Pitalito                                     | Troncal del Magdalena                                     | 0+0000     | 5+0000   | 5,00         |
| 45MG02 | Ramal    | Variante de Ye de Ciénaga                                | Troncal del Magdalena                                     | 0+0000     | 2+0060   | 2,06         |
| 45MGB  | Variante | Variante de Aracataca                                    | Troncal del Magdalena                                     | 0+0000     | 7+0062   | 7,06         |
| 45TLA  | Variante | Variante El Guamo                                        | Troncal del Magdalena                                     | 0+0000     | 5+0800   | 5,80         |
| 45TLB  | Variante | Variante Espinal                                         | Alternas a la Troncal del Magdalena                       | 0+0000     | 4+0120   | 4,12         |
| 45TLE  | Variante | Variante de Natagaima                                    | Troncal del Magdalena                                     | 0+0000     | 3+0100   | 3,10         |
| 45TLG  | Variante | Variante de Girardot (Intersección San Rafael - El Paso) | Transversal Buenaventura - Villavicencio - Puerto Carreño | 0+0000     | 9+0474   | 9,47         |

- Total kilómetros a cargo de INVIAS: 796,26 km.
- Total Kilómetros en concesión por la ANI: 953,16 km.
- Total Kilómetros en concesión departamental: 00,00 km.
- Total tramos (incluido tramos alternos): 1
- Total pasos o variantes: 1
- Total ramales: 0
- Total subramales: 0
- Porcentaje de vía en Doble Calzada: 2%
  -  4503  Paso Nacional por Mocoa: 1,60 km aprox.
  -  4504  Paso Nacional por Garzón: 1,53 km aprox.
  -  4506  Neiva - Aipe: 33 km aprox.
  -  4507  Paso Nacional por El Espinal: 4,50 km aprox.
  -  45BY01  Ramal a Puerto Boyacá: 2,00 km aprox.
  -  45CNA  Variante al Poblado de Puerto Libre: 1,38 km aprox.
  -  45CSE  Variante al Poblado de Minas: 1,81 km aprox.
  -  45CSG  Variante al poblado de Morrison: 1,14 km aprox.
  -  45HLB  Variante de Garzón: 3,30 km aprox.
  -  45HLC  Variante de Pitalito: 5,00 km aprox.
  -  45TLG  Variante de Girardot (Intersección San Rafael - El Paso): 9,47 km aprox.
- Porcentaje de Vía sin pavimentar: 0%

### Ruta eliminada o anterior[10]
| Código   | Tipo     | Recorrido                                                       | Situación Actual                                   |
| -------- | -------- | --------------------------------------------------------------- | -------------------------------------------------- |
| 4504B    | Tramo    | Cruce Ruta 45 - Oritoguaz - Elías - La Palma - Cruce Ruta 45    | - 4504B Carretera Secundaria Departamental         |
| 4505A    | Tramo    | Garzón - Zuluaga - Cruce Ruta 45 (Gigante)                      | - 4505A Carretera Secundaria Departamental         |
| 4509     | Tramo    | Ibagué - Desvío de Honda - Honda                                | - 4305 Tramo de la Ruta Nacional 43                |
| 4517A    | Tramo    | Cruce Ruta 45 - Bellavista - Santa Rosa de Lima - Cruce Ruta 45 | - 4517A Carretera Secundaria Departamental (4517A) |
| 45CSA    | Paso     | Paso por El Copey                                               | - Carrera 5 Vía urbana de El Copey                 |
| 45CSB    | Paso     | Paso por Caracolicito                                           | - 45CSB Carretera Secundaria Departamental         |
| 45HLB    | Paso     | Paso por Altamira                                               | - 45HLB Carretera Secundaria Departamental         |
| 45HLD    | Paso     | Paso por Aipe                                                   | - 45HLD Carretera Secundaria Departamental         |
| 45MGA    | Paso     | Paso por Fundación                                              | - 45MGA Carretera Secundaria Departamental         |
| 45TLA    | Paso     | Paso por Alvarado                                               | - 43TLA Carretera Secundaria Departamental         |
| 45TLB    | Paso     | Paso por Caldas Viejo                                           | - 43TLB Carretera Secundaria Departamental         |
| 45TLC    | Paso     | Paso por Venadillo                                              | - 43TLC Carretera Secundaria Departamental         |
| 45TLD    | Paso     | Paso por La Sierrita                                            | - 43TLD Carretera Secundaria Departamental         |
| 45TLE    | Paso     | Paso por Lérida                                                 | - 43TLE Carretera Secundaria Departamental         |
| 45TLF    | Paso     | Cruce Ruta 45 - Cruce Ruta 40 (Paso por Espinal)                | - 4507 Tramo de la Ruta Nacional 45                |
| 45CS01   | Ramal    | La Kennedy - Aguachica - Gamarra                                | - 7006 Carretera Secundaria Departamental          |
| 45CS02   | Ramal    | Mórrison - Pita                                                 | - 45CS02 Carretera Secundaria Departamental        |
| 45CS03   | Ramal    | Mórrison - Los Ángeles - Platanal                               | - 45CS03 Carretera Secundaria Departamental        |
| 45CS05   | Ramal    | La Raya - Zapatosa                                              | - 45CS05 Carretera Secundaria Departamental        |
| 45CS06   | Ramal    | Las Vegas - Saloa                                               | - 45CS06 Carretera Secundaria Departamental        |
| 45CS07   | Ramal    | San Roque - Rincón Hondo                                        | - 4901 Tramo de la Ruta Nacional 49                |
| 45CS08   | Ramal    | Ramal a Chiriguaná                                              | - 45CS08 Carretera Secundaria Departamental        |
| 45HL01   | Ramal    | Pitalito - La Victoria - Suaza - Orrapihuassi                   | - Carretera no definida                            |
| 45HL02   | Ramal    | Cruce Ruta 45 - Tarqui - Pital                                  | - 45HL02 Carretera Secundaria Departamental        |
| 45HL03   | Ramal    | Garzón - El Recreo                                              | - 45HL03 Carretera Secundaria Departamental        |
| 45HL04   | Ramal    | Hobo - Embalse de Betania (embarcadero Momico)                  | - 45HL04 Carretera Secundaria Departamental        |
| 45HL05   | Ramal    | Los Cauchos - Rivera                                            | - 45HL05 Carretera Secundaria Departamental        |
| 45MG01   | Ramal    | Si Dios Quiere - Bellavista                                     | - 45MG01 Carretera Terciaria Departamental         |
| 45PT01   | Ramal    | Mocoa - Río Conejo                                              | - Carretera Inexistente                            |
| 45PT02   | Ramal    | Santa Ana - Puerto Asís                                         | - 5302 Carretera Secundaria Departamental          |
| 45ST01   | Ramal    | Cruce Ruta 45 - San Rafael - Santa Catalina                     | - 45ST01 Carretera Secundaria Departamental        |
| 45ST02   | Ramal    | La Lizama - Barrancabermeja                                     | - 6601 Tramo de la Ruta Nacional 66                |
| 45TL01   | Ramal    | Ramal a Velú                                                    | - 45TL01 Carretera Secundaria Departamental        |
| 45TL02   | Ramal    | Guamo - Chicoral                                                | - 40TL04 Carretera Secundaria Departamental        |
| 45TL03   | Ramal    | Buenos Aires - Payandé - San Luis                               | - 40TL03 Carretera Secundaria Departamental        |
| 45TL04   | Ramal    | Gualanday - Cruce variante de Girardot (Flandes)                | - 4004B Tramo de la Ruta Nacional 40               |
| 45TL05   | Ramal    | Ibagué - San Bernardo                                           | - 43TL02 Carretera Secundaria Departamental        |
| 45TL06   | Ramal    | Alvarado - Piedras                                              | - 43TL03 Carretera Secundaria Departamental        |
| 45TL07   | Ramal    | Cabecera del Llano - Anzoátegui                                 | - 43TL04 Carretera Secundaria Departamental        |
| 45TL08   | Ramal    | Venadillo - Palmarrosa                                          | - 43TL05 Carretera Secundaria Departamental        |
| 45TL09   | Ramal    | La Sierrita - Junín - Santa Isabel                              | - 43TL06 Carretera Secundaria Departamental        |
| 45TL10   | Ramal    | La Sierra - Ambalema - Cruce Ruta 50A                           | - 43TL07 Carretera Secundaria Departamental        |
| 45TL12   | Ramal    | San Felipe - Casabianca                                         | - 43TL09 Carretera Secundaria Departamental        |
| 45TL13   | Ramal    | Lérida - Chorrillos - Cruce Ramal 45TL10                        | - 43TL10 Carretera Secundaria Departamental        |
| 45TL14   | Ramal    | Armero - San Pedro                                              | - 43TL11 Carretera Secundaria Departamental        |
| 45CS04-1 | Subramal | Subramal a Puerto Mosquito                                      | - 70CS01 Carretera Secundaria Departamental        |
| 45TL10-1 | Subramal | Ambalema - Pajonales                                            | - 43TL07-1 Carretera Secundaria Departamental      |
| 45TL12-1 | Subramal | Palocabildo - Frías                                             | - 43TL11 Carretera Secundaria Departamental        |

## Municipios
Las ciudades y municipios por los que recorre la ruta son los siguientes:
Convenciones:
- Fondo Azul : Recorrido actual.
- Fondo Gris : Recorrido anterior.
- Negrita: Cabecera municipal.
- Texto azul: Ríos.
- Texto verde: Parques nacionales.

| Tramo | Municipio            | Recorrido | Departamento       |
| ----- | -------------------- | --- | ------------------ |
| 4501  | San Miguel           | Puerte Internacional San Miguel; Río Amarón Bajo; Puerto Colón; El Espinal; La Dorada. | Putumayo           |
| 4501  | Valle del Guamuez    | Loro uno; Loro dos; Río La Hormiga; La Hormiga (Cruce 45PT14 a Orito); El Tigre; Río Guamuez. | Putumayo           |
| 4501  | Orito                | Osiris; Río Luzón; San Vicente de Luzón; Palestina; Topacio; Río Acae; Yarumo (Cruce 45PT10 a Orito); Treinta y Cinco; San Andrés; Vereda Buenos Aires; paraíso; Alto Tesalia; Tesalia; | Putumayo           |
| 4501  | Puerto Asís          | Santa Helena; Río Putumayo; Santana (Cruce 5302 a Puerto Asís) | Putumayo           |
| 4502  | Puerto Asís          | Santana; | Putumayo           |
| 4502  | Puerto Caicedo       | San Pedro; Acceso a El Venado; El Bagre; Puerto Caicedo; Acceso a La Pedregosa; Campobello; Villa Flor; Santa Marta; La Joya (Cruce 3101 a Albania y cruce 45PT18 a Quebradonia). | Putumayo           |
| 4502  | Villagarzón          | Puerto Umbría; Acceso a Las Minas; Río Usupayaco (Acceso 45PT23 a Islandia); Río Uchupayaco; Canangucho (Acceso 45PT26 a La Palestina); El Porvenir (Cruce 6501 ) Villagarzón (Acceso 4502A a Orito y acceso 1402 a Puerto Limón); Ye de Urcusique (Acceso 6301 a Mocoa); | Putumayo           |
| 4502  | Mocoa                | La Eme; Río Naboyaco; El Pepino; Río El Pepino; Las Planadas; Río Rumiyaco; Río Mulato; Mocoa. | Putumayo           |
| 4503  | Mocoa                | Mocoa; kilómetro 5 (Acceso 45PT23 a Monclart); Río Mocoa; Cruce Variante Mocoa; Río Ticuanayoy; Ticuanayoy; Condagua; Fronteriza; Río Caquetá. | Putumayo           |
| 4503  | Santa Rosa           | Río Villalobos; San Juan de Villalobos; La Petrolera; Límites Huila. | Cauca              |
| 4503  | Pitalito             | Reserva Natural de la Sociedad Civil El Cedro; Acceso a Palestina; Bruselas; Batallón de Infantería Magdalena n.º 27; La Portada (Cruce 2002 ); Pitalito (Variante 45HLC ). | Huila              |
| 4504  | Pitalito             | Pitalito; Cruce 4504B . | Huila              |
| 4504  | Timaná               | Acceso 45HL08 a Acevedo; Acceso a Tobo; Timaná (Acceso 45HL10 a Cruce Elías y acceso 45HL09 a Gallardo); Quebrada La Turbia; Cruce Quituro (Cruce 4504B ); Quebrada Sicana; Sicana (Acceso 19706 a Naranjal). | Huila              |
| 4504  | Altamira             | Sicana (Acceso 19706 a La Guaira); Acceso 45HL02 a Tarqui y Pital; Altamira (Cruce 2003 y Paso 45HLB ); Batallón Energético n.º 26; La Jagua. | Huila              |
| 4504  | Garzón               | Garzón (Acceso 3701 a La Plata por variante 45HLB ). | Huila              |
| 4504B | Pitalito             | Cruce 4504 ; Guacacayo (Acceso 20HL03 a Isnos). | Huila              |
| 4504B | Elías                | Oritoguaz (Acceso 4504B-1 a Saladoblanco); Cruce Elías (Acceso 45HL10 a Timaná); Elías; El Viso (Acceso 4504B-2 a Maito). | Huila              |
| 4504B | Timaná               | Cruce Quituro (Cruce 4504 ). | Huila              |
| 4505  | Garzón               | Garzón; Acceso 45HL12 a Zuluaga; Embalse El Quimbo; Quebrada Río Loro. | Huila              |
| 4505  | Gigante              | El Algarrobo (Acceso); Gigante (Cruce antiguo tramo 4505A y acceso 45HL13 a El Toro); Acceso 4505A1 a Potrerillos; Laberinto (Cruce 2402 ). | Huila              |
| 4505  | Hobo                 | Acceso 45HL14 a Potrerillos; Acceso 4505A1 a El Mesón y Potrerillos; Hobo (Ramal 45HL01 a Yaguará); Río Neiva. | Huila              |
| 4505  | Campoalegre          | Río Neiva (Accesos 2403 a Algeciras y acceso 45HL15 a Otas); La Vega (Acceso 20580 a Vega de Oriente); Campoalegre (Acceso 45HL16 a Ventanas). | Huila              |
| 4505  | Rivera               | El Pozo (Cruces 45HL06 , cruce 43HL02-1 en El Juncal y 43HL02 en Neiva que generan variante de Neiva); Los Cauchos (Acceso 45HL05 a Rivera); Club Campestre de Neiva; | Huila              |
| 4505  | Neiva                | Neiva. | Huila              |
| 4505A | Garzón               | Garzón; Villa María; De Fátima; Quebrada Río Loro; Zuluaga. | Huila              |
| 4505A | Gigante              | Silvania; El Jardín; Gigante (Cruce 4505 ), | Huila              |
| 4506  | Neiva                | Neiva; Río Magdalena; Amborco (Cruce 43HL02 ). | Huila              |
| 4506  | Aipe                 | Guacirco (Acceso); Río Baché; Aipe (Paso 45HLD ); Río Aipe; Acceso 45HL18 a Praga; Pata (Acceso); Río Pata. | Huila              |
| 4506  | Natagaima            | La Palmita (Acceso); Balsillas; Pole (Acceso 45TL02 a Ataco); Pueblo Nuevo (Acceso); Quebraditas (Acceso 45TL01 a Velu); Guasimal; Río Anchique; Natagaima (Variante 45TLE ) | Tolima             |
| 4506  | Coyaima              | El Floral; Chili; Río Ilarco; Castilla (Acceso 36TL01 a Coyaima). | Tolima             |
| 4507  | Coyaima              | Castilla. | Tolima             |
| 4507  | Saldaña              | Jabalcón (Acceso); Pueblo Nuevo (Acceso); Canal Ospina Pérez; Saldaña; Río Saldaña | Tolima             |
| 4507  | Guamo                | Guamalito; Guamo (Cruce 3603 y Variante 45TLA ); Río Luisa; Quebrada Guadual; Río Enial. | Tolima             |
| 4507  | El Espinal           | El Espinal (Ramal 45TLB que cruza con Ramal 4004 y cruce 40TL05 ); Terminal Espinal (Cruce 4004 ); Los Arbolitos (Ramal 45TL10 ). | Tolima             |
| 4507  | Flandes              | Santa Ana; Variante Chicoral (Cruce 4004B y cruce ramal 45TLG que conecta con el tramo 4005 en El Paso (Ricaurte)); Flandes; Río Magdalena. | Tolima             |
| 4507  | Girardot             | Girardot (Cruce 4005 ). | Cundinamarca       |
| 4508  | Girardot             | Girardot; Cruce Río Magdalena (Cruce 40TL06 ); San Lorenzo. | Cundinamarca       |
| 4508  | Nariño               | Nariño. | Cundinamarca       |
| 4508  | Guataquí             | El Porvenir; Guataquí; Río Seco. | Cundinamarca       |
| 4508  | Beltrán              | Paquiló; Gramalotal; Quebrada Calacala; Beltrán; Río Seco. | Cundinamarca       |
| 4508  | San Juan de Río Seco | Cambao (Cruce 50A02 ). | Cundinamarca       |
| 4509  | San Juan de Río Seco | Cambao; Río Chaguaní. | Cundinamarca       |
| 4509  | Chaguaní             | Quebrada Tamarindo. | Cundinamarca       |
| 4509  | Guaduas              | Quebrada Vijagual; Quebrada Madrigal; Río Seco; Cárcel La Pola; Cruce Ruta 50 (Cruce 5008 ). | Cundinamarca       |
| 4509  | Ibagué               | Ibagué (Cruce 40TLG ); Acceso Chucuní. | Tolima             |
| 4509  | Alvarado             | Río Alvarado; Alvarado (Acceso 43TL03 a Piedras); Acceso a Caldas Viejo; Río La China; Cabecera de Llano (Acceso 43TL04 a Anzoategui); Río Totaré. | Tolima             |
| 4509  | Venadillo            | Paloyavo (Acceso 43TL13 a Ambalema); Venadillo; Río Venadillo; La Sierrita (Acceso 43TL13 a Santa Isabel); Río Recio. | Tolima             |
| 4509  | Lérida               | La Sierra (Acceso 43TL07 a Ambalema); Lérida (Acceso 43TL10 a Ambalema); Quebrada El Jordán; Quebrada El Sitio; Río Lagunilla (Cruce 50A01 y 50A02 ) | Tolima             |
| 4509  | Armero               | Armero antiguo (Acceso 43TL11 a Frías y acceso 43TL08 a Méndez); Río Sabandija; Guayabal; Nuevo Horizonte; Fundadores; San Felipe; Río Guamo | Tolima             |
| 4509  | Falan                | Área rural; Río Guamo. | Tolima             |
| 4509  | Mariquita            | Mariquita (Cruce 5007 ). | Tolima             |
| 4509  | Honda                | Desvío Honda; Honda. | Tolima             |
| 4510  | Honda                | Honda (Cruce 5007 y 5008 ); Cruce Nueva Variante Puente Río Magdalena; Quebrada Perico; Río Guarinó. | Tolima             |
| 4510  | La Dorada            | Perico (Acceso 5201 a Victoria); Guarinocito; Río Purnio; Purnio; Variante La Dorada (Cruce Variante 45CLB hacia Puerto Salgar); La Dorada; Puente Puerto Salgar sobre Río Magdalena. | Caldas             |
| 4510  | Puerto Salgar        | Puerto Salgar; Base Aérea Germán Olano; Variante (Cruce Variante 45CLB hacia Honda); Río Korán; El Korán (Cruce 5008B ); Río Negrito; Puerto Libre (Variante 45CNA ); Río Negro. | Cundinamarca       |
| 4510  | Puerto Boyacá        | Kilómetro 25; Caño Alegre (Cruce 6005 ); El Trique; Quebrada Velásquez; Dos y Medio (Cruce 6006 ); Puerto Boyacá (Acceso por ramal 45BY01 ); Casablanca; Puerto Serviez (Acceso); Río Ermitaño. | Boyacá             |
| 4511  | Bolívar              | Río Ermitaño. | Santander          |
| 4511  | Cimitarra            | Caño Baul; Cruce Ruta 62 (Cruce 6206 ); San Juan de la Carretera; Puerto Araujo; Río Carare; Cruce Puerto Araújo (Cruce 6207 ); Río Guayabito; Quebrada La Parra. | Santander          |
| 4511  | Yariguíes            | El Cruce (Acceso 45ST02 a Puerto Parra); Río Opón. | Santander          |
| 4511  | Simacota             | La Rochela (Acceso 45ST02 a Santa Helena del Opón); Caño Pavas; Río La Colorada. | Santander          |
| 4511  | Barrancabermeja      | Campo 23 (Acceso 45ST04 a Barrancabermeja); Oponcito (Acceso 45ST05 a Yarima); Ye de Barranca (Cruce 6401 de Barrancabermeja a San Vicente de Chucurí); La Lizama (Cruce 6601 ). | Santander          |
| 4513  | Barrancabermeja      | La Lizama; La Fortuna (Cruce 6602 ); Río Sogamoso; La Cascajeda (Acceso 4513ST-1 a Puente Sogamoso); Payoa Cinco. | Santander          |
| 4513  | Sabana de Torres     | Cayumbita (Acceso 45ST06 a Puerto Wilches); La Gómez (Acceso 45ST07 a Sabana de Torres y Cruce Férreo Café Madrid); Puerto Lebrija; Río de Oro. | Santander          |
| 4513  | Rionegro             | El Taladro (Acceso 45ST01 a San Rafael de Lebrija); Veinte de Julio. | Santander          |
| 4513  | La Esperanza         | El Tropezón; Río San Alberto. | Norte de Santander |
| 4513  | San Alberto          | La Palma (Acceso 45CS10 a La Llana); San Alberto (Cruce 45A08 ). | Cesar              |
| 4514  | San Alberto          | San Alberto; Líbano (Variante 45CSD ). | Cesar              |
| 4514  | San Martín           | Minas (Variante 45CSE ); Caño Sapo; San Martín (Variante 45CSF ); Caño Largo. | Cesar              |
| 4514  | Río de Oro           | Morrison (Variante 45CSG junto a accesos 45CS02 a Cuatro Bocas y acceso 45CS03 a Los Ángeles y Platanal); Caño La Pradera. | Cesar              |
| 4514  | Aguachica            | El Juncal (Variante 45CSH ); Aguaclara (Ramal 45CS04 a Aguachica y Cruce 7007 ); Aguachica (Variante 45CSI ); Norean. | Cesar              |
| 4514  | Gamarra              | Área rural. | Cesar              |
| 4514  | La Gloria            | Besote; Reserva Natural de la Sociedad Civil San Antonio; La Mata. | Cesar              |
| 4515  | La Gloria            | La Mata; Caño Simaña. | Cesar              |
| 4515  | Pelaya               | Pelaya (Acceso T18 a San bernando y acceso T2 a Costillas); Caño El Lucero; Quebrada La Floresta. | Cesar              |
| 4515  | Pailitas             | Floresta; El Burro (Cruce 7806 ); Pailitas; Río Pailitas. | Cesar              |
| 4515  | Chimichagua          | La Raya (Acceso 45CS05 a Zapatosa); Las Vegas (Acceso 45CS06 a Saloa). | Cesar              |
| 4515  | Curumaní             | Puente Nuevo; Curumaní (Acceso 45CS11 a Chiriguaná); Central (Acceso 45CS12 a San Sebastián); San Roque (Cruce 4901 ). | Cesar              |
| 4516  | Curumaní             | San Roque; Caño Anime; Caño Pacho Prieto. | Cesar              |
| 4516  | Chiriguaná           | El Cruce (Acceso 45CS08 a Chiriguaná y acceso 49CS02 a Rincón Hondo); La Aurora; Caño Las Ánimas; Arroyo San Antonio; La Loma. | Cesar              |
| 4516  | El Paso              | La Loma (Acceso T17 a Potrerillo); Puente Canoas; Río Cesar; Casa de Zinc; Cuatro Vientos (Cruce 43CS02 y ramal 45CS09 a Codazzi); Loma Linda. | Cesar              |
| 4516  | Bosconia             | Loma Colorada; Bosconia (Cruce 8003 ). | Cesar              |
| 4517  | Bosconia             | Bosconia; La Estación (Acceso T8003-9 a Las Mercedes). | Cesar              |
| 4517  | El Copey             | El Copey; Caracolicito; Río Ariguaní. | Cesar              |
| 4517A | El Copey             | Caracolicito; Río Ariguaní. | Cesar              |
| 4517A | Algarrobo            | Bellavista (Acceso 45MG01 a Si Dios Quiere y acceso 4517A01 a Sacramento); Caño Las Cruzadas. | Magdalena          |
| 4517A | Fundación            | Santa Rosa de Lima (Acceso 4517A02 a Santa Clara y El 50); Cruce 4517 . | Magdalena          |
| 4518  | El Copey             | Río Ariguaní. | Magdalena          |
| 4518  | Algarrobo            | Loma de Bálsamo - Si Dios Quiere (Acceso 4314 a Pueblo Nuevo y acceso 45MG01 a Bellavista); Puente las Cruzadas. | Magdalena          |
| 4518  | Fundación            | Santa Rosa de Lima (Acceso por antiguo ramal 4517A ); Fundación (Acceso por paso 45MGA ); Río Fundación. | Magdalena          |
| 4518  | Aracataca            | inicio Variante 45MGB ; Río Aracataca; Aracataca; Fin variante 45MGB ; San Carlos; Río Tucurinca. | Magdalena          |
| 4518  | Zona Bananera        | Tucurinca; Guamachito; Vuelta al Cura (Acceso 45MG03 a Guacamayal); la Bodega (Acceso 45MG04 a Palmor); Río Sevilla; San José de Kennedy; Cerro Azul (Acceso 45MG25 a Sevilla); Río El Oasis; Quebrada Orihueca; Santa Rosalía; La Gran Vía (Acceso 45MG07 a Orihueca); Varela (Acceso por 45MG21 ); San Pablo (Acceso 45MG08 a San Pedro de la Sierra); Río Frío; Río Frío (Acceso a La Lina); El Reposo; La Aguja. | Magdalena          |
| 4518  | Ciénaga              | La Isabel; Puente Mateo; Ye de Ciénaga (Variante 45MG02 y cruce final con tramo 9007 ). | Magdalena          |

## Concesiones y proyectos
Actualmente la ruta posee los siguientes sectores en Concesión:

### Concesiones y proyectos actuales
| Código | Sector                                                   | Tipo          | Cód. proyecto | Nombre Proyecto                  | Concesionaria                | Unidad Funcional | Etapa                 | PR Inicial | PR Final | Longitud km. |
| ------ | -------------------------------------------------------- | ------------- | ------------- | -------------------------------- | ---------------------------- | ---------------- | --------------------- | ---------- | -------- | ------------ |
| 4502   | Santana - Ye de Urcusique                                | Concesión ANI | 4G022         | Santana - Mocoa - Neiva          | Ruta al Sur S.A.S.           | UF 7             | Construcción          | 0+0000     | 60+0300  | 60,30        |
| 4503   | Mocoa - La Portada                                       | Concesión ANI | 4G022         | Santana - Mocoa - Neiva          | Ruta al Sur S.A.S.           | UF 5; UF 6       | Construcción          | 1+0600     | 131+0680 | 130,08       |
| 4504   | La Portada - Garzón                                      | Concesión ANI | 4G022         | Santana - Mocoa - Neiva          | Ruta al Sur S.A.S.           | UF 4             | Construcción          | 2+0180     | 70+0165  | 67,99        |
| 4505   | Garzón - Río Loro - Neiva                                | Concesión ANI | 4G022         | Santana - Mocoa - Neiva          | Ruta al Sur S.A.S.           | UF 1; UF 2       | Construcción          | 2+0000     | 110+0500 | 108,50       |
| 45HLB  | Variante de Garzón                                       | Concesión ANI | 4G022         | Santana - Mocoa - Neiva          | Ruta al Sur S.A.S.           | UF 3             | Construcción          | 0+0000     | 3+0300   | 3,30         |
| 45HLC  | Variante de Pitalito                                     | Concesión ANI | 4G022         | Santana - Mocoa - Neiva          | Ruta al Sur S.A.S.           | UF 4             | Construcción          | 0+0000     | 5+0000   | 5,00         |
| 4506   | Neiva - Natagaima                                        | Concesión ANI | 4G017         | IP - Neiva - Girardot            | Autovía Neiva Girardot S.A.S | UF 2; UF 3       | Construcción          | 0+0000     | 83+0100  | 30,20        |
| 4506   | Natagaima - Castilla                                     | Concesión ANI | 4G017         | IP - Neiva - Girardot            | Autovía Neiva Girardot S.A.S | UF 3             | Construcción          | 86+0400    | 106+0652 | 20,25        |
| 4507   | Castilla - Guamo                                         | Concesión ANI | 4G017         | IP - Neiva - Girardot            | Autovía Neiva Girardot S.A.S | UF 3; UF 4       | Construcción          | 0+0000     | 24+0060  | 24,06        |
| 4507   | Guamo - El Espinal                                       | Concesión ANI | 4G017         | IP - Neiva - Girardot            | Autovía Neiva Girardot S.A.S | UF 4             | Construcción          | 27+1130    | 40+0500  | 12,37        |
| 4507   | El Espinal - Girardot                                    | Concesión ANI | 4G017         | IP - Neiva - Girardot            | Autovía Neiva Girardot S.A.S | UF 5             | Construcción          | 45+0000    | 61+0000  | 16,00        |
| 45HL06 | El Pozo - El Juncal                                      | Concesión ANI | 4G017         | IP - Neiva - Girardot            | Autovía Neiva Girardot S.A.S | UF 1             | Construcción          | 0+0000     | 4+0633   | 4,63         |
| 45TL10 | Cruce Ruta 45 (Los Arbolitos) - Cruce Ruta 40 (Terminal) | Concesión ANI | 4G017         | IP - Neiva - Girardot            | Autovía Neiva Girardot S.A.S | UF 1             | Construcción          | 0+0000     | 2+0820   | 2,82         |
| 45TLA  | Variante El Guamo                                        | Concesión ANI | 4G017         | IP - Neiva - Girardot            | Autovía Neiva Girardot S.A.S | UF 4             | Construcción          | 0+0000     | 5+0800   | 5,80         |
| 45TLB  | Variante Espinal                                         | Concesión ANI | 4G017         | IP - Neiva - Girardot            | Autovía Neiva Girardot S.A.S | UF 4             | Construcción          | 0+0000     | 4+0120   | 4,12         |
| 45TLE  | Variante de Natagaima                                    | Concesión ANI | 4G017         | IP - Neiva - Girardot            | Autovía Neiva Girardot S.A.S | UF 3             | Construcción          | 0+0000     | 3+0100   | 3,10         |
| 4508   | Girardot - Cambao                                        | Concesión ANI | 4G008         | Honda - Puerto Salgar - Girardot | Concesión Alto Magdalena     | UF 2; UF 3       | Operación             | 0+0000     | 88+0433  | 88,43        |
| 4509   | Cambao - Cruce Ruta 50                                   | Concesión ANI | 4G008         | Honda - Puerto Salgar - Girardot | Concesión Alto Magdalena     | UF 4             | Operación             | 0+0000     | 38+0687  | 38,69        |
| 4510   | Honda - Puente La Dorada                                 | Concesión ANI | 4G008         | Honda - Puerto Salgar - Girardot | Concesión Alto Magdalena     | UF 5             | Operación             | 0+0000     | 33+0353  | 33,35        |
| 4516   | San Roque - Bosconia                                     | Concesión ANI | 3G012         | Ruta del Sol - Sector 3          | Concesionaria YUMA S.A.      | UF 1; UF 2       | Construcción          | 0+0000     | 87+0965  | 87,97        |
| 4517   | Bosconia - Río Ariguaní                                  | Concesión ANI | 3G012         | Ruta del Sol - Sector 3          | Concesionaria YUMA S.A.      | UF 3             | Construcción          | 0+0000     | 34+0081  | 34,08        |
| 4518   | Río Ariguaní - Paso Nacional por Aracataca               | Concesión ANI | 3G012         | Ruta del Sol - Sector 3          | Concesionaria YUMA S.A.      | UF 4             | Construcción          | 0+0000     | 35+0725  | 35,73        |
| 4518   | Paso Nacional por Aracataca - Ye de Ciénaga              | Concesión ANI | 3G012         | Ruta del Sol - Sector 3          | Concesionaria YUMA S.A.      | UF 4             | Construcción          | 46+0764    | 98+0000  | 51,24        |
| 45MG02 | Variante de Ye de Ciénaga                                | Concesión ANI | 3G012         | Ruta del Sol - Sector 3          | Concesionaria YUMA S.A.      | UF 4             | Construcción          | 0+0000     | 2+0060   | 2,06         |
| 45MGB  | Variante de Aracataca                                    | Concesión ANI | 3G012         | Ruta del Sol - Sector 3          | Concesionaria YUMA S.A.      | UF 4             | Construcción          | 0+0000     | 7+0062   | 7,06         |
| 4510   | Puerto Salgar - Río Ermitaño                             | Concesión ANI | 5G005         | Troncal del Magdalena C1         | Sin definir                  | NA               | Proceso de Licitación | 38+0309    | 134+0470 | 96,16        |
| 45CNA  | Variante al Poblado de Puerto Libre                      | Concesión ANI | 5G005         | Troncal del Magdalena C1         | Sin definir                  | NA               | Proceso de Licitación | 0+0000     | 1+0375   | 1,38         |
| 4511   | Río Ermitaño - La Lizama                                 | Concesión ANI | 5G005         | Troncal del Magdalena C1         | Sin definir                  | NA               | Proceso de Licitación | 0+0000     | 149+0484 | 149,48       |
| 4513   | La Lizama - Río Sogamoso                                 | Concesión ANI | 5G005         | Troncal del Magdalena C1         | Sin definir                  | NA               | Proceso de Licitación | 0+0000     | 10+000   | 10,00        |
| 4513   | Río Sogamoso - San Alberto                               | Concesión ANI | 5G006         | Troncal del Magdalena C2         | Sin definir                  | NA               | Proceso de Licitación | 10+000     | 90+0748  | 80,75        |
| 4514   | San Alberto - La Mata                                    | Concesión ANI | 5G006         | Troncal del Magdalena C2         | Sin definir                  | NA               | Proceso de Licitación | 0+0000     | 99+0923  | 99,92        |
| 45CSD  | Variante al Poblado El Libano                            | Concesión ANI | 5G006         | Troncal del Magdalena C2         | Sin definir                  | NA               | Proceso de Licitación | 0+0000     | 1+0139   | 1,14         |
| 45CSE  | Variante al Poblado de Minas                             | Concesión ANI | 5G006         | Troncal del Magdalena C2         | Sin definir                  | NA               | Proceso de Licitación | 0+0000     | 1+0812   | 1,81         |
| 45CSF  | Variante al Poblado de San Martin                        | Concesión ANI | 5G006         | Troncal del Magdalena C2         | Sin definir                  | NA               | Proceso de Licitación | 0+0000     | 3+0092   | 3,09         |
| 45CSG  | Variante al poblado de Morrison                          | Concesión ANI | 5G006         | Troncal del Magdalena C2         | Sin definir                  | NA               | Proceso de Licitación | 0+0000     | 1+0138   | 1,14         |
| 45CSH  | Variante al poblado del Juncal                           | Concesión ANI | 5G006         | Troncal del Magdalena C2         | Sin definir                  | NA               | Proceso de Licitación | 0+0000     | 1+0238   | 1,24         |
| 45CSI  | Variante al poblado de Aguachica                         | Concesión ANI | 5G006         | Troncal del Magdalena C2         | Sin definir                  | NA               | Proceso de Licitación | 0+0000     | 4+0672   | 4,67         |
| 45CSJ  | Variante al poblado de Besotes                           | Concesión ANI | 5G006         | Troncal del Magdalena C2         | Sin definir                  | NA               | Proceso de Licitación | 0+0000     | 1+0140   | 1,14         |
| 4515   | La Mata - San Roque                                      | Concesión ANI | 5G006         | Troncal del Magdalena C2         | Sin definir                  | NA               | Proceso de Licitación | 0+0000     | 87+0787  | 87,79        |

### Concesiones y proyectos anteriores
| Código | Sector                                    | Tipo            | Cód. proyecto | Nombre Proyecto                                      | Concesionaria                      | Unidad Funcional | Etapa      | PR Inicial | PR Final | Longitud km. |
| ------ | ----------------------------------------- | --------------- | ------------- | ---------------------------------------------------- | ---------------------------------- | ---------------- | ---------- | ---------- | -------- | ------------ |
| 4501   | Puente Internacional San Miguel - Santana | Proyecto INVIAS | VE005         | Corredor del Sur (Puente San Miguel Santana) Fase ll | CONSORCIO VIAS PARA LA EQUIDAD 070 | NA               | Finalizado | NA         | NA       | 24,00        |
| 4504B  | Guacacayo - Cruce Ruta 45                 | Proyecto INVIAS | VE048         | Circuito Turístico (Huila)                           | CONSORCIO EL HUILA SUR             | NA               | Finalizado | NA         | NA       | NA           |
| 4506   | Neiva - Castilla                          | Concesión ANI   | 1G008         | Neiva - Espinal - Girardot                           | CSS Constructores S.A.             | NA               | Finalizado | 0+0000     | 106+0652 | 106,65       |
| 4507   | Castilla - Girardot                       | Concesión ANI   | 1G008         | Neiva - Espinal - Girardot                           | CSS Constructores S.A.             | NA               | Finalizado | 0+0000     | 61+0000  | 61,00        |
| 45TLB  | Variante Espinal                          | Concesión ANI   | 1G008         | Neiva - Espinal - Girardot                           | CSS Constructores S.A.             | NA               | Finalizado | 0+0000     | 4+0120   | 4,12         |
| 4510   | Puerto Salgar - Río Ermitaño              | Concesión ANI   | 3G011         | Ruta del Sol - Sector 2                              | Consorcio Ruta del Sol S.A.S.      | T1; T2           | Reversado  | 38+0309    | 134+0470 | 96,16        |
| 45CNA  | Variante al Poblado de Puerto Libre       | Concesión ANI   | 3G011         | Ruta del Sol - Sector 2                              | Consorcio Ruta del Sol S.A.S.      | T1               | Reversado  | 0+0000     | 1+0375   | 1,38         |
| 4511   | Río Ermitaño - La Lizama                  | Concesión ANI   | 3G011         | Ruta del Sol - Sector 2                              | Consorcio Ruta del Sol S.A.S.      | T2; T3           | Reversado  | 0+0000     | 149+0484 | 149,48       |
| 4513   | La Lizama - San Alberto                   | Concesión ANI   | 3G011         | Ruta del Sol - Sector 2                              | Consorcio Ruta del Sol S.A.S.      | T4               | Reversado  | 0+0000     | 90+0748  | 90,75        |
| 4514   | San Alberto - La Mata                     | Concesión ANI   | 3G011         | Ruta del Sol - Sector 2                              | Consorcio Ruta del Sol S.A.S.      | T5; T6           | Reversado  | 0+0000     | 99+0923  | 99,92        |
| 45CSD  | Variante al Poblado El Libano             | Concesión ANI   | 3G011         | Ruta del Sol - Sector 2                              | Consorcio Ruta del Sol S.A.S.      | T5               | Reversado  | 0+0000     | 1+0139   | 1,14         |
| 45CSE  | Variante al Poblado de Minas              | Concesión ANI   | 3G011         | Ruta del Sol - Sector 2                              | Consorcio Ruta del Sol S.A.S.      | T5               | Reversado  | 0+0000     | 1+0812   | 1,81         |
| 45CSF  | Variante al Poblado de San Martin         | Concesión ANI   | 3G011         | Ruta del Sol - Sector 2                              | Consorcio Ruta del Sol S.A.S.      | T5               | Reversado  | 0+0000     | 3+0092   | 3,09         |
| 45CSG  | Variante al poblado de Morrison           | Concesión ANI   | 3G011         | Ruta del Sol - Sector 2                              | Consorcio Ruta del Sol S.A.S.      | T5               | Reversado  | 0+0000     | 1+0138   | 1,14         |
| 45CSH  | Variante al poblado del Juncal            | Concesión ANI   | 3G011         | Ruta del Sol - Sector 2                              | Consorcio Ruta del Sol S.A.S.      | T5               | Reversado  | 0+0000     | 1+0238   | 1,24         |
| 45CSI  | Variante al poblado de Aguachica          | Concesión ANI   | 3G011         | Ruta del Sol - Sector 2                              | Consorcio Ruta del Sol S.A.S.      | T6               | Reversado  | 0+0000     | 4+0672   | 4,67         |
| 45CSJ  | Variante al poblado de Besotes            | Concesión ANI   | 3G011         | Ruta del Sol - Sector 2                              | Consorcio Ruta del Sol S.A.S.      | T6               | Reversado  | 0+0000     | 1+0140   | 1,14         |
| 4515   | La Mata - San Roque                       | Concesión ANI   | 3G011         | Ruta del Sol - Sector 2                              | Consorcio Ruta del Sol S.A.S.      | T7               | Reversado  | 0+0000     | 87+0787  | 87,79        |
| 4510   | Puerto Salgar - Río Ermitaño              | Proyecto INVIAS | NA            | Troncal del Magdalena - Tramo 2                      | CONSORCIO HYCO                     | NA               | Finalizado | NA         | NA       | 179,00       |
| 4511   | Río Ermitaño - Puerto Araujo              | Proyecto INVIAS | NA            | Troncal del Magdalena - Tramo 1                      | CONSORCIO MAGDALENA CONGISMUR      | NA               | Finalizado | NA         | NA       | 161,00       |